# Городейский сельсовет
Городейский сельсовет — административная единица на территории Несвижского района Минской области Белоруссии. Административный центр — городской посёлок Городея.

## История
Создан в феврале 1940 года. 
28 июня 2013 года в состав Городейского сельсовета включены населённые пункты (Красногорки, Макаши, Новины, Островки, Прости, Столпище, Малиновка, Янчицы) упразднённого Островского сельсовета.

## Состав
Городейский сельсовет включает 21 населённый пункт:
- Баратьковщина — деревня.
- Большая Лысица — деревня.
- Галовцы — деревня.
- Заболотье — деревня.
- Завитая — деревня.
- Заречье — деревня.
- Коптевщина — деревня.
- Красногорки — деревня.
- Макаши — деревня.
- Малиновка — деревня.
- Малявщина — деревня.
- Новая Лысица — деревня.
- Новины — деревня.
- Новогородейский — агрогородок.
- Островки — агрогородок.
- Прости — деревня.
- Столпище — деревня.
- Студёнки — деревня.
- Ударный — агрогородок.
- Ужанка — деревня.
- Янчицы — деревня.

## Достопримечательность
- Водяная мельница в д. Макаши

- Свято-Преображенская церковь (1808) в г. п. Городея

- Костёл Святого Иосифа в г. п. Городея

- Часовня Православная 1874 г. в г. п. Городея